# Krystal Steal
Pour les articles homonymes, voir Krystal.
Krystal Steal, née le 29 novembre 1982 à Irvine, Californie, est une actrice de films pornographiques américaine.

## Biographie
Avant d'être dans le X, Krystal Steal commença à travailler comme stripteaseuse sous une fausse identité à l'âge de 17 ans. Elle fit ses débuts en 2001 dans le film Screaming Orgasms 4 produit par le studio Digital Sin.
Elle est depuis apparue dans plusieurs films hétérosexuels et lesbiens. Des magazines de charme comme Hustler lui firent signer des contrats, d'abord pour Pleasure Productions puis plus tard en 2003 pour Club Jenna, devenant ainsi la première actrice porno à signer un contrat avec ClubJenna qui s'acheva en 2005. Parmi ses meilleurs films figurent Flesh Hunter et Krystal Method dans lesquelles elle joue aux côtés de Jenna Jameson.
Son fessier est célèbre chez les fans de X et est considéré par beaucoup comme l'un des plus jolis du milieu.
Sa ressemblance physique avec la chanteuse pop Christina Aguilera a contribué en partie à sa notoriété.
Krystal Steal a eu une relation sérieuse avec l'actrice X Sky Lopez. Elle a aussi déclaré apprécier Marilyn Manson et aimer les chats ainsi que les serpents.

## Récompenses et nominations
- 2003 AVN Award nommée - Best All-Girl Sex Scene, Video - Four Finger Club 21 avec Sky
- 2004 NightMoves Award vainqueur - Starlet of the Year
- 2006 AVN Award nommée - Best Tease Performance - My Plaything: Krystal Steal
- 2006 AVN Award nommée - Best All-Girl Sex Scene - Krystal Method avec Jenna Jameson
- 2006 AVN Award nommée - Best Sex Scene Coupling, Video - Krystal Method
- 2007 AVN Award nommée - Best Sex Scene Coupling, Film - Jenna's Provocateur